# Анкетиль, Жак
Жак Анкетиль (фр. Jacques Anquetil; 8 января 1934 года, Франция — 18 ноября 1987 года) — французский профессиональный шоссейный велогонщик, универсал, один из наиболее титулованных велогонщиков в истории. Анкетиль является пятикратным победителем Тур де Франс, он дважды праздновал успех на Джиро д’Италия и один раз становился триумфатором Вуэльты Испании, став первым велогонщиком, выигравшим все три Гранд-тура (1963).

## Достижения

### Гранд Тур
Тур де Франс
1957 — Победа; 4 этапа выиграны; 16 дней в жёлтой майке
1959 — 3-й
1961 — Победа; 2 этапа выиграны; 21 день в жёлтой майке
1962 — Победа; 2 этапа выиграны; 3 дня в жёлтой майке
1963 — Победа; 4 этапа выиграны; 5 дней в жёлтой майке
1964 — Победа; 4 этапа выиграны; 5 дней в жёлтой майке
Джиро д’Италия
1959 — 2-й; 2 этапа выиграны; 7 дней в розовой майке
1960 — Победа; 2 этапа выиграны; 11 дней в розовой майке
1961 — 2-й; 1 этап выигран; 4 дня в розовой майке
1964 — Победа; 1 этап выигран; 17 дней в розовой майке
1966 — 3-й
1967 — 3-й
Вуэльта Испании
1963 — Победа; 1 этап выигран; 16 дней в золотой майке

### Прочие победы
- Рейтинг Super Prestige Pernod International (1961, 1963, 1965, 1966)
- Гран-при наций (1953, 1954, 1955, 1956, 1957, 1958, 1961, 1965, 1966)
- Льеж — Бастонь — Льеж (1966)
- Гент — Вевельгем (1964)
- Бордо — Париж (1965)
- Критериум ду Дофине Либере (1963, 1965)
- Париж — Ницца (1957, 1961, 1963, 1965, 1966)
- Тур Басконии (1969)
- Четыре дня Дюнкерка (1958, 1959)